# 안테로 곤살레스
안테로 곤살레스 데 아우디카나 인차우라가(스페인어: Antero González de Audicana Inchaurraga; 1901년 4월 16일, 바스크 주 두랑고 ~ 1978년 1월 28일, 바스크 주 비토리아)는 스페인의 전직 축구 선수이자 감독으로, 주로 알라베스에서 활동했다. 그는 1928년 하계 올림픽에서 스페인 선수단 일원으로 참가했다.